# Tapinoma inrectum
Tapinoma inrectum é uma espécie de formiga do gênero Tapinoma.